# Mentes criminales: sin fronteras
Mentes criminales: sin fronteras es una serie policiaca americana creada por Erica Messer que se emite por la cadena estadounidense CBS. El programa está producido por The Mark Gordon Company en asociación con CBS Television Studios y ABC Studios. La producción es una serie derivada de Mentes criminales emitida en la misma cadena, y es la tercera saga de la franquicia de Mentes criminales. Mentes criminales: sin fronteras sigue un equipo de elite del FBI que resuelve casos que involucran a ciudadanos americanos en suelo internacional. CBS emitió un piloto en un episodio de Mentes criminales el 8 de abril de 2015, introduciendo a los personajes en un episodio crossover, titulado al igual que la serie «Sin fronteras». La serie original emitió su primer episodio el 16 de marzo de 2016. El 3 de junio de 2016 la CBS renovó la serie para una segunda temporada. El 15 de mayo de 2017 la CBS canceló la serie tras dos temporadas al aire, una más que la anterior serie derivada Mentes criminales: conducta sospechosa.

## Producción
Una nueva serie de la franquicia de Mentes Criminales fue anunciada en enero de 2015, cuyo nombre sería Mentes Criminales: Sin Fronteras. Gary Sinise y Anna Gunn fueron los actores elegidos para poner piel a los protagonistas, Jack Garrett y Lily Lambert, con Tyler James Williams y Daniel Henney como personajes secundarios (Russ "Monty" Montgomery y Matthew "Matt" Simmons, respectivamente).
El 8 de mayo de 2015, CBS anunció que Mentes Criminales: Sin Fronteras sería estrenada durante la temporada 2015-2016, pero sin la presencia de Gunn, que dejaba la serie, aunque con el fichaje de Alana de la Garza y Annie Funke como personajes principales.

## Reparto

### Principal
- Jack Garrett (Gary Sinise), Agente Supervisor Especial.

- Clara Seger (Alana de la Garza), Agente Supervisora Especial.

- Matthew «Matt» Simmons (Daniel Henney), Agente de Operaciones Especiales.

- Russ «Monty» Montgomery (Tyler James Williams), Técnico Analista.

- Mae Jarvis (Annie Funke), Examinadora Médico.

### Estrellas Invitadas
- Penélope García (Kirsten Vangsness), Técnica Analista.

- Karen Garrett (Sherry Stringfield), Mujer de Jack.

## Episodios
| Temporada | Temporada | Episodios | Episodios | Emisión original    | Emisión original   |
| Temporada | Temporada | Episodios | Episodios | Primera emisión     | Última emisión     |
| --------- | --------- | --------- | --------- | ------------------- | ------------------ |
|           | Piloto    | Piloto    | Piloto    | 8 de abril de 2015  | 8 de abril de 2015 |
|           | 1         | 13        | 13        | 16 de marzo de 2016 | 25 de mayo de 2016 |
|           | 2         | 13        | 13        | 8 de marzo de 2017  | 17 de mayo de 2017 |